# Textilrecycling

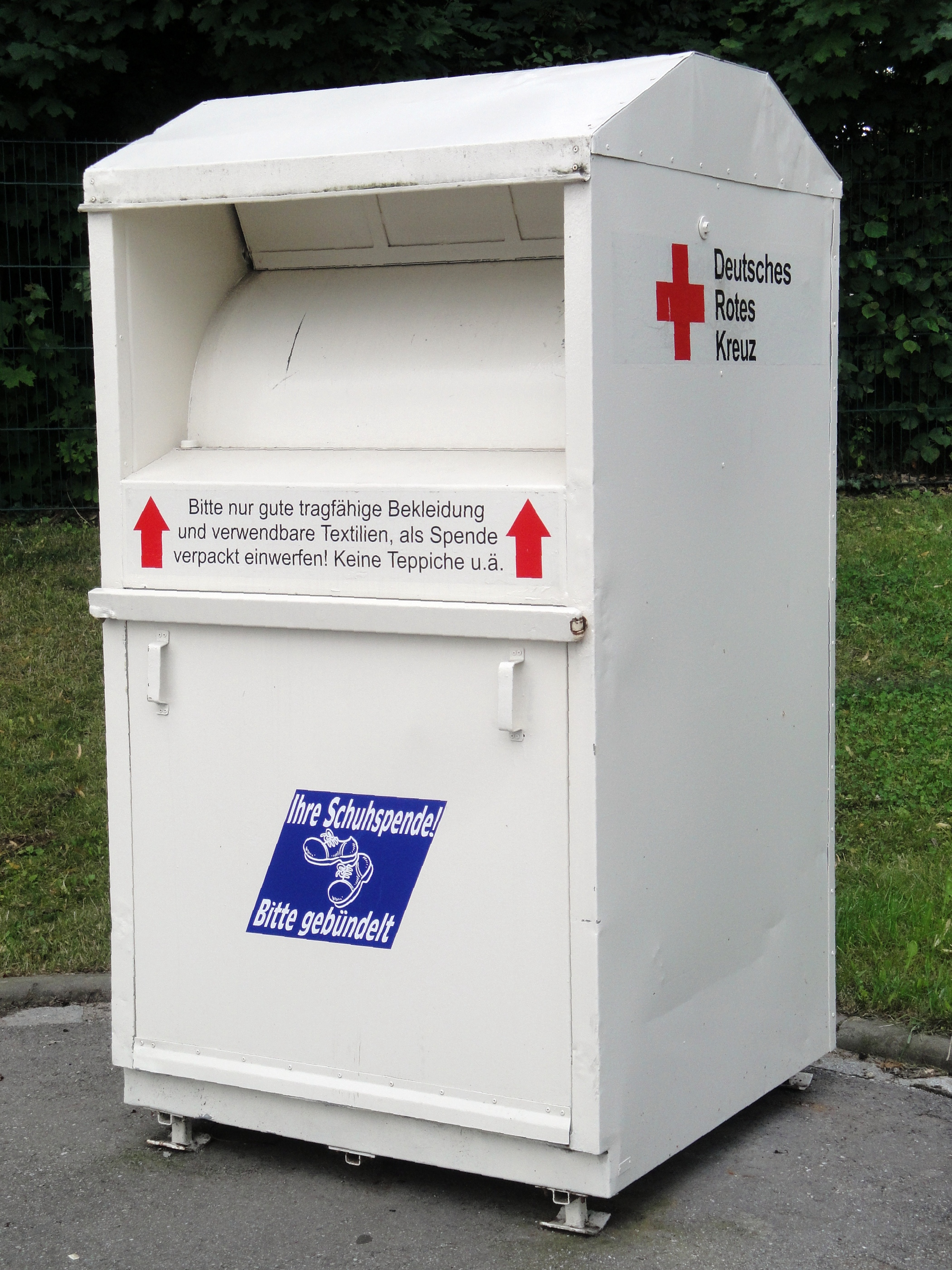
Altkleidercontainer

Unter Textilrecycling versteht man das Produktrecycling von Alttextilien, die mit oder ohne Behandlung (Waschen, Reinigen) als Gebrauchtware wieder in den Handel gebracht werden (Wiederverwendung) oder für einen anderen Zweck als den ursprünglichen der originalen Textilie weiterverwendet werden (z. B. altes Handtuch als Putzlappen) sowie das Recycling der Alttextilien und Produktionsabfällen der Textil- und Konfektionsindustrie zu Reißfasern, die vor allem in der Vliesstoffindustrie, in der Papierindustrie (Hadernpapier) und als Dämmmaterialien in der Automobilindustrie eingesetzt werden.
Eine Unterteilung des Textilrecycling kann auch erfolgen in:
- stoffliches Recycling
- chemisches Recycling (Rückgewinnung der chemischen Ausgangsstoffe)
- thermisches Recycling (Rückgewinnung der bei der Produktion eingesetzten Energie).[5]

## Geschichte
Eine frühe Erscheinungsform des Textilrecyclings waren Lumpensammler, auch Haderlump genannt. Die gesammelten Hader (Lumpen) wurden zu Papier verarbeitet.
Im LVR-Freilichtmuseum Lindlar kann seit Herbst 2011 eine wasserbetriebene und betriebsfähige Lumpenreißmühle mit historischen Maschinen (Reißwolf und Lumpenwaschmaschine) aus der Zeit um 1890 besichtigt werden. In dem Gebäude wird auch die interaktive Ausstellung „Textile Wege“ gezeigt, die sich dem industriellen Textilrecycling in Vergangenheit und Gegenwart widmet.

## Sortierung

### Verkauf Textilien im Inland
- Bekleidung: 880.000 Tonnen
- Haushaltstextilien (Bettwäsche, Handtücher und Ähnliches): 140.000 Tonnen
- Heimtextilien (Teppiche, Gardinen und Ähnliches): 440.000 Tonnen
- Technische Textilien (medizinische Textilien, Textilien im Fahrzeugbau und Bauwesen): 440.000 Tonnen
- Gesamtmenge: 1.900.000 Tonnen (Stand 2001)

### Erfassungsmengen
- Bekleidung: 580.000 Tonnen
- Haushaltstextilien: 52.000 Tonnen
- Heimtextilien: 84.000 Tonnen
- Gesamterfassungsmenge: 716.000 Tonnen (Stand: 2001)

### Erfassungssysteme
- Straßensammlung: 248.000 Tonnen
- Depotcontainer: 372.000 Tonnen
- Recyclinghöfe: 51.000 Tonnen
- Andere Art der Erfassung: 45.000 Tonnen

### Verwertungspotentiale Bekleidungs- und Haustextilien
Die im Jahr 2015 angefallenen ca. 1,01 Millionen Tonnen Verwertungspotential von Bekleidungs- und Haustextilien verteilten sich zu:
- 54 % in ursprünglicher Form (z. B. Altkleider für den Verkauf als Secondhandkleidung)
- 21 % Rohstoffe für die Putzlappenindustrie
- 17 % Rohstoffe für die Reißspinnstoffindustrie
- 6 % als Ersatzbrennstoff
- 2 % Müllanteil

## Vermarktung
Der sehr kleine Teil der hochwertigen Ware geht an Secondhandladen im Herkunftsland. Der weitaus größte Teil der tragfähigen Gebrauchtkleider wird nach Osteuropa, Asien und Afrika verkauft – auf Swahili existiert dafür der Begriff Mitumba.